# اعتراضات ۲۰۲۵ اندونزی
تظاهرات ضد دولتی به رهبری دانشجویان در چندین شهر اندونزی در حال برگزاری است. آنها در ۱۷ فوریه ۲۰۲۵ توسط اتحادیه دانشجویان اندونزیایی (BEM SI), همراه با اتحادیه‌های دانشجویی منفرد راه‌اندازی شدند.
به گفته هماهنگ‌کننده مرکزی BEM SI، هریانتو، ائتلاف خواستار تظاهرات در سراسر کشور در روزهای ۱۷ و ۱۸ فوریه در جاکارتا لغو شده بود، در حالی که آنها اعتراضات را به صورت مرکزی در جاکارتا در ۱۹ (لغو) و ۲۰ فوریه برگزار خواهند کرد ائتلاف جامعه مدنی همچنین از غیرنظامیان خواسته بود تا در تظاهرات ۲۱ فوریه پس از نماز جمعه شرکت کنند. BEM SI پیش‌بینی کرد که حدود ۵۰۰۰ دانشجو در تظاهرات شرکت خواهند کرد، و آنها همچنین تهدید کردند که در صورت عدم واکنش مثبت دولت، اقدامات بیشتری انجام خواهند داد.
موج دوم اعتراضات در مارس ۲۰۲۵ پس از تصویب قانون نیروهای مسلح ملی اندونزی که به تازگی تجدید نظر شده است، آغاز شد که تعداد پست‌های غیرنظامی را که سربازان مجاز به نگهداری هستند از ۱۰ به ۱۴ افزایش داد. عموماً اکثر اعتراضات در مقابل ساختمان مجالس مقننه (ملی یا منطقه‌ای) برگزار می‌شد و شرکت‌کنندگان در آن معمولاً لباس مشکی می‌پوشیدند که مشخصه آن آتش زدن لاستیک‌های مستعمل و درگیری با پلیس بود.